# Word on Fire
Word on Fire is een katholieke non-profit mediaorganisatie die middels traditionele en moderne media het katholieke geloof in de samenleving tracht te verkondigen.

## Doel en middelen
Word on Fire, opgericht door de Amerikaanse bisschop Robert Barron, verkondigt vanuit de katholieke traditie het Evangelie van Jezus Christus in woord en beeld. Bisschop Barron begon met zijn bediening op Amerikaanse radio en televisie. Later vergrootte Barron zijn bereik door zijn organisatie op sociale media vorm te geven. Aanvullend produceert Word on Fire boeken, digitale materialen en dvd's. Van dat laatste is Catholicism een bekende documentaire. Deze 10-delige docuserie werd ook uitgezonden door het Amerikaans televisienetwerk PBS.
Word on Fire biedt een verdieping en verrijking van het katholieke geloof alsmede de verspreiding ervan. The Word on Fire Institute is een onderdeel van de organisatie die dit faciliteert middels online cursussen voor individuen en parochies.